# 异丁酸酐
异丁酸酐是一种有机化合物，结构简式((CH
3)
2CHCO)
2O，为异丁酸形成的酸酐，常温常压下为无色液体，有强烈的刺激性气味，可用于生产环己酮肟。